# Šauri
Šauri místně Ešavi, Eša je obec v okresu Cunta v Dagestánu v Ruské federaci.

## Charakteristika obce
Počet obyvatel obce se v průběhu let mění kvůli vysoké migraci. Počet obyvatel se v 21. století pohybuje mezi 220 až 260 obyvateli.
Šauri leží na úpatí jednoho z bočních hřebenů Bogoského hřebenu nad soutokem řek Metluda a Šajitli. Obec se nachází ve výšce 1450 m n. m. V obci je pošta a okresní nemocnice, která měla v roce 2008 50 lůžek. Dostupnost obce je komplikovaná kvůli vysokohorským podmínkám v zimních měsících a častým sesuvům půdy v letních měsících. V obci je heliport.
V Šauri je ruina původní strážní (obranné) věže a historický hřbitov. Nad Šauri leží ve výšce 2000 m n. m. obec Azilta.